# 松野陽一
松野 陽一（まつの よういち、1935年1月1日 - 2018年11月25日）は、日本の国文学者。東北大学名誉教授。専門は、中世和歌。

## 来歴
1935年、東京市神田区生まれ。東京都立九段高等学校を経て、1959年早稲田大学第一文学部国文科卒業。卒業論文は『六百番歌合』。1964年、立正女子大学短期大学（後の文教大学女子短期大学部）専任講師、1967年同助教授。1970年、早稲田大学大学院文学研究科博士課程満期退学。1974年「藤原俊成の研究」で早稲田大学より文学博士の学位を取得。同年4月、東北大学教養部助教授、1976年同教授。1988年10月、国文学研究資料館教授。1995年、東北大学名誉教授。1997年、国文学研究資料館館長。2005年、同館を定年退職、名誉教授。2015年、瑞宝中綬章受勲。叙正四位。
2018年11月25日、死去。

## 著書
- 『藤原俊成の研究』笠間書院 1973
- 『千載集 勅撰和歌集はどう編まれたか』平凡社・セミナー「原典を読む」 1994
- 『鳥帚 千載集時代和歌の研究』風間書房 1995
- 『書影手帖 しばしとてこそ』笠間書院 2004
- 『千載集前後』笠間書院 2012
- 『東都武家雅文壇考』臨川書店、2012

## 校訂など
- 『邦高集』校 立正学園女子短期大学文芸科 1965
- 『千載和歌集』久保田淳共校注 笠間書院 1969
- 『習古庵亨弁著作集 江戸堂上派歌人資料』編 1980 新典社叢書
- 『連阿著作集 江戸堂上派歌人資料』編 1981 新典社叢書
- 石野広通編『霞関集 6巻作者目録1巻』古典文庫 1982
- 渡辺一渓『向南集』古典文庫 1987
- 藤原顕輔撰『詞花和歌集』校注 和泉書院 1988
- 『新日本古典文学大系 10 千載和歌集』片野達郎共校注 岩波書店 1993
- 『新日本古典文学大系 67 近世歌文集 上』上野洋三共校注 岩波書店 1996
- 『藤原俊成全歌集』吉田薫共編 笠間書院 2007